# Foresta Mercadante

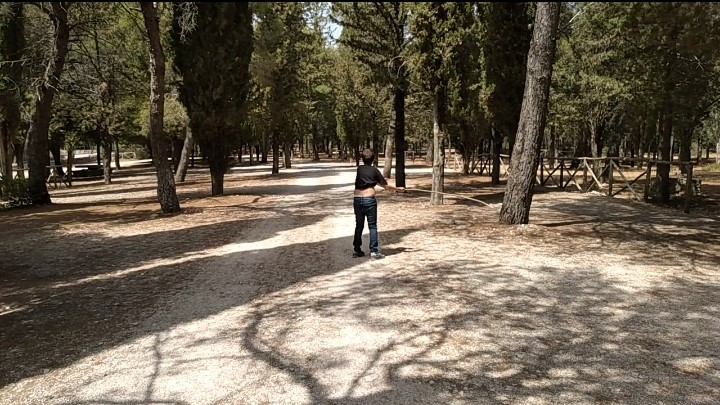
Foresta Mercadante

La foresta Mercadante si estende su 1300 ha (dagli iniziali 1041 ha), e si trova per gran parte nel territorio di Cassano delle Murge (872 ha) e per la parte restante nel territorio di Altamura. La foresta fa parte integrante del Parco dell’Alta Murgia. 
Questa foresta ha la particolarità di essere artificiale: in seguito alla ripresa demografica e alla deforestazione dell'Ottocento, infatti, i danni ambientali nell'entroterra barese incominciarono a farsi sentire direttamente sulla città di Bari, che in più occasioni venne allagata. Si ricordano in particolare tre alluvioni 1905 (18 morti), 1915, 6 novembre 1926 (19 morti e 50 feriti). L'ultima, in particolare, spazzò via tutti i muri di contenimento allestiti in precedenza, rendendo necessario un intervento più consistente per contenere l'avanzare dell'acqua in caso di forti piogge. Proprio a causa delle ripetute alluvioni, con regio decreto del 30 dicembre 1926 n. 3287 si decise l'esproprio di numerose aree da destinarsi ad area boschiva, tra cui la tenuta più ricca ed importante, intorno alla masseria dell’avv. Giuseppe Mininni, denominata appunto "Mercadante"

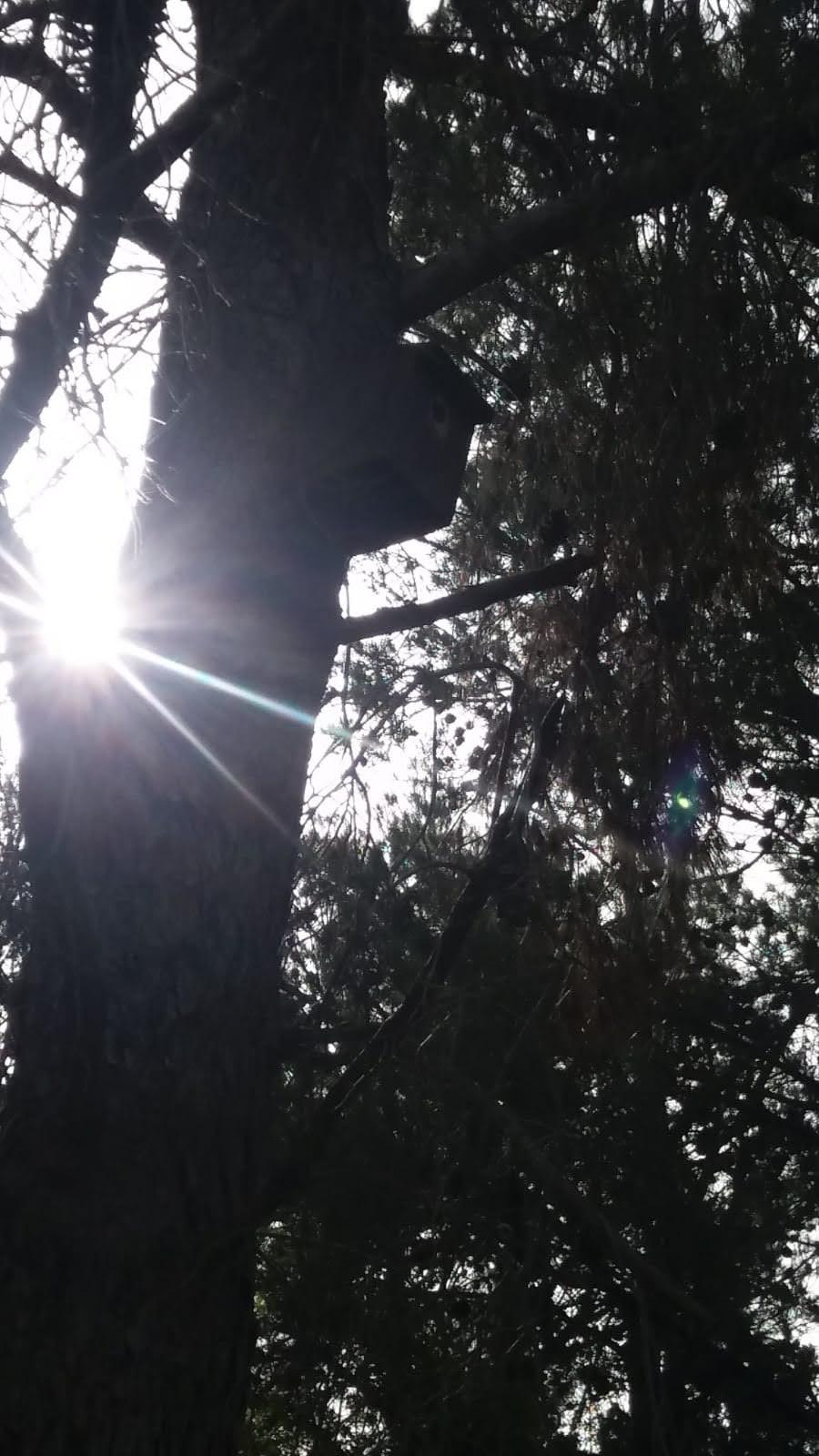
Foresta Mercadante

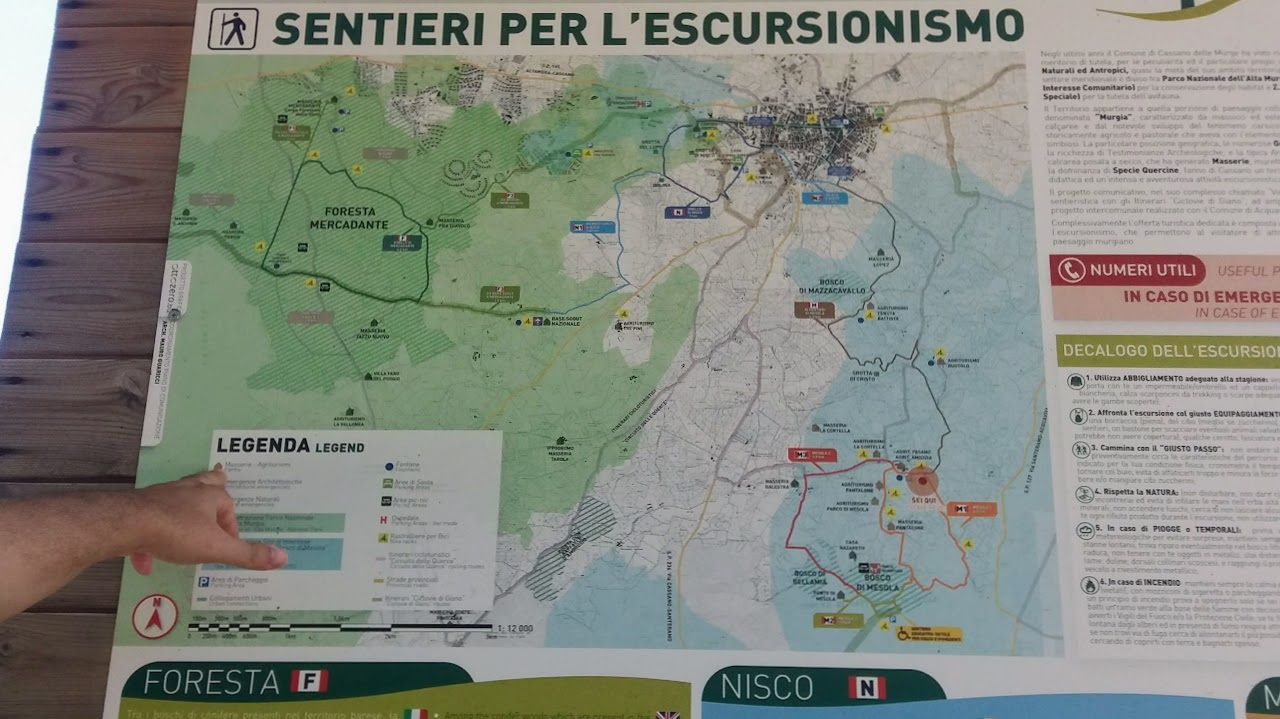
Foresta Mercadante (mappa sentieri per escursionismo)

A causa dell'erosione il suolo era spoglio e povero, e quindi non offriva resistenza all'acqua, che fluiva senza ostacoli fino al fondovalle; sul suolo furono quindi messi a dimora numerosi alberi, per la maggior parte conifere (in particolar modo pino d'Aleppo) in quanto piante a rapido accrescimento e idonee a predisporre il suolo per le specie autoctone quali roverelle e lecci (latifoglie - specie quercine).